# Bernie Allen
Bernard Keith Allen (né le 16 avril 1939 à East Liverpool, Ohio, États-Unis) est un ancien joueur américain de baseball. Il a joué pour quatre équipes durant une carrière de 12 saisons dans les Ligues majeures, de 1962 à 1973.

## Carrière
Bernie Allen a joué pour les Twins du Minnesota (1962-1966), les Senators de Washington (1967-1971), les Yankees de New York (1972-1973) et les Expos de Montréal (1973).
Joueur de deuxième but pendant la majorité de sa carrière, Allen a également joué au troisième coussin.